# Volantí
|  | Per a altres significats, vegeu «Ceratofil·lal». |

|  | Per a altres significats, vegeu «Tombarella». |

El volantí és un art de pesca a base d'unes varetes disposades en creu amb quatre hams. La pesca al volantí és un tipus de pesca molt comú i preferit pels pescadors, no professionals, de les Illes Balears i de les Terres de l'Ebre, i que disposin d'embarcació o que pesquin a la vora d'un espigó o moll. Una gran diferència respecte a altres pesques, és que es nota molt bé quan el peix menja (pica) o quan s'agafa. Així és més fàcil de pescar i fa que la pesca sigui més efectiva. Un dels inconvenients, i més pels qui no tenen tanta pràctica, és que hi ha possibilitat que el fil s'emboliqui. Cada vegada que el fil s'embolica, s'ha d'adobar i això implica perdre temps de pesca efectiva. El volantí és un estri de pesca format bàsicament per un tros de suro, fil transparent de niló, hams i un pes o escandall de plom. Amb el pas del temps el suro ha canviat per altres materials sintètics. Això fa que el material sigui més resistent i duri més.